# Fremdingen
Fremdingen – miejscowość i gmina w Niemczech, w kraju związkowym Bawaria, w rejencji Szwabia, w regionie Augsburg, w powiecie Donau-Ries. Leży około 36 km na północny zachód od Donauwörth, nad rzeką Eger, przy drodze B25 i linii kolejowej Ingolstadt - Feuchtwangen.

## Dzielnice
W skład gminy wchodzą następujące dzielnice:
Fremdingen, Hausen, Herblingen, Hochaltingen, Schopflohe, Seglohe.

## Demografia
| Rok  | Liczba mieszk. |
| ---- | -------------- |
| 1970 | 2 266          |
| 1987 | 2 129          |
| 2000 | 2 198          |

## Polityka
Wójtem gminy jest Klaus Lingel, rada gminy składa się z 14 osób.
|      | CSU | BB Hochaltingen-Herblingen | BB Schopflohe-Hausen-Seglohe | BWB | BB Hausen-Seglohe | BB Schopflohe | Razem |
| 2008 | 2   | 3                          | -                            | 4   | 3                 | 2             | 14    |
| 2002 | 4   | 3                          | 4                            | 3   | -                 | -             | 14    |

## Oświata
W gminie znajdują się dwa przedszkola (100 miejsc) oraz szkoła (17 nauczycieli, 253 uczniów).